# Mahmut Arıkan
Mahmut Arıkan (ur. 1977 w Kayseri) – turecki polityk i inżynier, deputowany, od 2024 przewodniczący Partii Szczęścia.

## Życiorys
Ukończył szkołę średnią w rodzinnej miejscowości, a następnie studia na wydziale inżynierii lądowej na Erciyes Üniversitesi. Z zawodu inżynier, zajął się też działalnością w branży handlowej. Członek m.in. organizacji gospodarczej MÜSİAD. Dołączył do Partii Szczęścia, obejmował różne stanowiska w jej strukturach, był m.in. wiceprzewodniczącym tej formacji. W wyborach w 2023 w ramach porozumień koalicyjnych kandydował z ramienia Republikańskiej Partii Ludowej; uzyskał wówczas mandat posła do Wielkiego Zgromadzenia Narodowego Turcji. W listopadzie 2024 zastąpił Temela Karamollaoğlu na funkcji przewodniczącego swojego ugrupowania.